# تشارلي بروك
تشارلي بروك (بالإنجليزية: Charley Brock)‏ هو لاعب كرة قدم أمريكية أمريكي، ولد في 15 مارس 1916 في نبراسكا في الولايات المتحدة، وتوفي في 25 مايو 1987 في غرين باي في الولايات المتحدة.

## وصلات خارجية
- تشارلي بروك على موقع مرجع كرة القدم المحترفة.كوم (الإنجليزية)